# Agenesia de corpo caloso
Agenesia  de corpo caloso (ACC) é uma má formação congênita que se caracteriza pela ausência (agenesia) do corpo caloso, com o aumento significativo dos cornos ocipitais. Algumas vezes nomeada de Disgenesia de corpo caloso, sendo esse termo  aplicado desde a agenesia total do corpo caloso ( total ausência) à sua perda parcial, encurtamento ou ao desenvolvimento incompleto. O corpo caloso normalmente  desenvolve-se entre a décima segunda  e a vigésima semana de gestação.
Ele faz a ligação e a comunicação entre os dois hemisférios cerebrais, e sua ausência pode ser assintomática ao longo da vida de um ser humano ou apresentar sintomas como epilepsia e atraso no desenvolvimento psicomotor (DNPM). Acomete  de uma a três crianças a cada mil nascimentos.

## Sintomas
A ACC apresenta-se assintomática na maioria dos casos, mas pode também apresentar vários sintomas, como a síndrome de desconexão cerebral, onde o aprendizado e a memória não são compartilhados entre os dois hemisférios do cérebro,  quadros de cefaleia, hemiparesia e hipotonia podem estar presentes em um número pequeno dos casos, também pode haver eventos de convulsões e retardo no desenvolvimento psicomotor, podendo existir um déficit mental  variável, dependendo da extensão da agenesia e da associação com outras lesões. É comum que a agenesia de corpo caloso esteja associada a síndromes e outras malformações.
Pessoas com agenesia de corpo caloso podem apresentar dificuldades que evidenciam  a falta de coordenação entre as atividades dos dois hemisférios cerebrais pela inexistência das fibras que os ligam, é como se as atividades visuais do hemisfério direito, não se integrassem com as atividades verbais do hemisfério esquerdo. Algumas vezes o corpo caloso é seccionado como medida terapêutica. Quando isso ocorre, os pacientes podem recuperar muito da coordenação hemisférica, embora essa recuperação seja muito demorada. Existem relatos mostrando uma melhora do quadro de deficiências dos pacientes agênicos a partir do final da segunda década de vida, levando a crer que essa descoordenação entre os hemisférios cerebrais vai sendo amenizada com o passar dos anos.

### Associações
A agenesia de corpo caloso, ou a disgenesia de corpo caloso pode ser associada à Síndrome de Aicardi (que nesse caso acomete apenas as meninas), complexo de Dandy-Walker, malformação do tipo Chiari, distúrbios da migração neural como a esquizencefalia, heterotopia nodular e displasias corticais, defeito da linha mediana como os lipomas curvilíneos e túbulo-nodulares e por fim à  encefalomalácia periventricular.

## Diagnóstico
Pode ser detectada ainda durante a gestação, pelo exame de ultrassonografia. Após o nascimento os exames de ressonância magnética e tomografia computadorizada são os mais comumente utilizados para detectar a ausência do corpo caloso. Esses procedimentos permitem a verificação do funcionamento do cérebro através  de imagens sucessivas ou em cortes, dando uma noção bastante aproximada da anatomia cerebral.
Pode ser feita a partir do nascimento do indivíduo até a fase adulta, podendo em qualquer época apresentar o diagnóstico preciso. Não existe uma idade ideal para que se faça a investigação ou se realize o diagnóstico, pois a ACC pode ser completamente assintomática, e em muitos casos pode ser descoberta casualmente em um exame em que o paciente investigasse outras doenças. Quando a ACC apresenta sinais claros, como convulsões e espasmos é comum que se investigue as causas e então chegue-se ao diagnóstico.

### Ocorrência
Ocorre com igual frequência em pacientes do sexo masculino e feminino. Haverá diferença de síndromes com as quais a agenesia de corpo caloso é associada, pois algumas acometem mais a indivíduos do sexo feminino e outras a indivíduos do sexo masculino.

### Causas
Dentre as possíveis causas para essa má-formação encontram-se a associação com cerca de vinte e cinco síndromes genéticas, erros inatos do metabolismo, exposição fetal a fatores tóxicos, isquemias e há estudos que apontam para o uso abusivo de álcool e cocaína pela mãe durante a gestação.

## Tipos de agenesia
- Tipo I - Agenesia total de corpo caloso: Caracterizada pela total ausência do corpo caloso.
- Tipo II - Agenesia parcial ou hipogenesia: O corpo caloso apresenta encurtamento em graus variados.
- Tipo III- Hipoplasia:Embora nesse caso o corpo caloso esteja completamente formado,  apresenta redução em seu tamanho,  e em geral está associada a importantes alterações do córtex cerebral.[4]